# Felix Baumgartner
Felix Baumgartner (becenevén „Fearless Felix”, Rettenthetetlen Félix; Salzburg, 1969. április 20. – Porto Sant’Elpidio, 2025. július 17.) osztrák ejtőernyős, helikopterpilóta, a United States BASE Association „B.A.S.E. 502” néven regisztrált többszörös világrekorder bázisugrója, aki élete során több mint 2500 ugrást hajtott végre.
Világhírű extrém sportoló, aki különösen híres veszélyes mutatványairól, melyeket pályafutása során teljesített. Ő az első ember, aki ejtőernyős ugrás során átlépte a hangsebességet. 2012. október 14-én 39 045 méterről ugrott ki, 1342,8 km/h sebességgel zuhant a Föld felé a hangsebesség 1,24-szeresét elérve, 4 perc 19 másodpercet töltött szabadesésben, és végül sikeresen földet ért. Ezzel a teljesítményével a Guinness rekordok könyvébe is bekerült.
Mivel a levegőben tartózkodás volt a szenvedélye, szerzett repülési engedélyt hőlégballonra, 2006 óta volt helikopter vezetői engedélye, hivatalos európai és az USA-ra érvényes repülési engedélye is volt. Többnyire Ausztriában, Svájcban és az USA-ban élt. Jól beszélt angolul és még más idegen nyelveken is. Hobbija a hegymászás, ökölvívás, motorozás, repülés volt.
Egyik legnagyobb teljesítménye a hajtómű és jármű használata nélküli, szénszálas szárnnyal történő szabadeséses repülés a La Manche-csatorna felett. 2003. július 31-én szélsőséges időjárási körülmények között ugrott ki az angliai Dover felett a repülőből 9700 méter magasságból. Elért sebessége 354 km/óra volt és a 34,4 kilométer hosszúságú utat 6 perc alatt tette meg a franciaországi Calais-ig.
Baumgartner legjelentősebb vállalkozása 2012-ben, amelyre öt évig készült, a Red Bull Stratos küldetés volt, amelyben a hangsebesség határának szabadesés közbeni átlépésére készült. Küldetése sikeres volt. Nevét 2017. január 12-től a 239716 Felixbaumgartner = (2009 BF12) nevű kisbolygó őrzi.

## Élete
A levegő az igazi otthonom.
Édesanyja Eva Baumgartner, édesapja Felix Baumgartner. Van egy öccse Gerard, aki 1971-ben született. Salzburgban nőtt fel, középiskolai tanulmányait egy műszaki iskolában folytatta és ennek elvégzése után motorszerelőként dolgozott. Már kisgyermekként is arról ábrándozott, hogy repülni és ejtőernyőzni fog. 16 éves alig múlt, amikor elkezdett ejtőernyőzni tanulni, első ugrására 1986. augusztus 23-án került sor. 18 évesen az osztrák hadsereg kötelékébe került, és tanult a Heeressport- und Nahkampfschule-ban, (jelenleg Jagdkommando), majd mint harckocsivezető, ejtőernyős és helikopterpilóta teljesített szolgálatot és szerzett nagy gyakorlatot a különösen veszélyes és nagy magasságokból való leugrásokban. Itt gyakorolta be a kis területű célzónákba történő pontos leérkezést, ami a bázisugrásoknál rendkívül fontos a biztonságos földetéréshez. Ebben az időszakban csatlakozott Bécsújhelyen egy bokszklubhoz és nyert meg több mérkőzést, többek között 1992. május 8-án a horvát Dinko Porobija ellen, akit kiütéssel legyőzött. 1995-ben találkozott a texasi Tracy Lee Walkerrel, akitől megtanulta a bázisugrás minden fortélyát. 
Bázisugró karrierje 1997-ben kezdődött, amikor Világbajnoki címet szerzett Bridge Day-en bázisugrásban, összetettben Nyugat-Virginiában (USA). A Red Bull csapatához 1988-ban csatlakozott, mint bázisugró. A következő nagy ugrása a Kuala Lumpur-i Petronas-ikertorony tetejéről való leugrás volt, ezzel megszerezve az épületből elvégzett legmagasabb ejtőernyős ugrás rekordját. Érdekesség, hogy ő tartja a világ legalacsonyabb bázisugrásának rekordját is, amikor ugyanebben az évben a Rio de Janeiro-i Megváltó Krisztus szobrának 95 láb (29 m) magasságban kinyúló karjáról ugrott le. Az ugrás heves vitákat váltott ki a bázisugrók körében, akik felhívták a figyelmet arra, hogy ugrásának magasságát Baumgartner a szobor magasságában jelölte meg, ugyanakkor jóval a szobor alatt, annak a meredélynek a mélyén ért talajt, aminek a szélén a szobor áll, továbbá, hogy ezt az ugrást korábban, különösebb hírverés nélkül mások is végrehajtották. 2003-ban a világon elsőként egy speciális szénszálas szárnnyal átsiklott a La Manche-csatornán. 2004-ben Franciaországban az újonnan épült Millau-i völgyhíd tetejéről ugrott le elsőként. 
2005-ben kezdte meg a Red Bull csapatával a felkészülést a sztratoszférikus szabadesés végrehajtására, amely az emberi repülés határainak kibővítését célozta meg. Példaképe és barátja Joe Kittinger, akit hősként tisztel. A küldetés sikeres végrehajtása után a sportoló bejelentette, hogy visszavonul és a továbbiakban, mint helikopterpilóta szeretne dolgozni. Tervezi egy könyv megírását is, ami 2013-ban jelenik majd meg.
2025-ben az olaszországi Porto Sant’Elpidióban nyaralt, amikor július 17-én délután siklóernyőzés közben elvesztette uralmát a siklóernyője felett, és egy szálloda medencéjébe zuhant. A RAI olasz állami csatorna információi szerint hirtelen lehetett rosszul, és amikor a becsapódás történt, addigra már nem élt. A balesetet követően vizsgálat indult, amely során arra jutottak, hogy a sárkányrepülőjére rögzített kamera leeshetett a helyéről és beleakadhatott a propellerbe és emiatt zuhant le. 

## Ugrásai időrendben

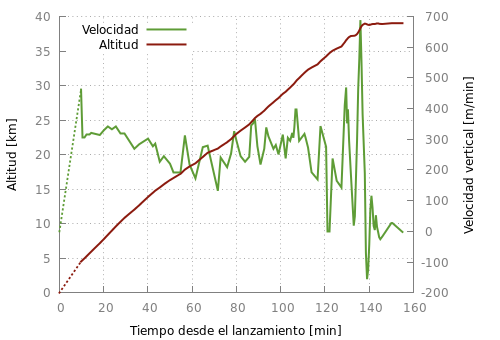
A kapszula emelkedési sebessége adott magasságban. A zöld vonal a sebességet, a piros a magasságot mutatja.

Az atmoszféra határai. Felix léggömbjéből 39 045 méternél ugrott ki.

- 1997. Világbajnoki címet szerzett Nyugat-Virginiában bázisugrásban.[30]
- 1999. április 15., Kuala Lumpur, Petronas-ikertorony, Az épületből elvégzett legmagasabb ejtőernyős ugrás rekordja.[31]
- 1999. december 7., Rio de Janeiro, a Megváltó Krisztus szobra, a világ legalacsonyabb bázisugrásának rekordja, 95 láb, (29 méter),[32]
- 2001. május 31. Meteorák, 120 m magasról ugrott le.[33]
- 2003. Millenniumi torony Bécs, 140 m,
- 2003. július 31. La Manche-csatorna,[34] A testére erősített tartószerkezettel mínusz negyven fokban indult el 350 kilométeres kezdősebességgel Doverből és hat és fél perces siklás után érte el Franciaországot. Az ejtőernyőjét 9100 m magasságban oldotta ki és majdnem elvesztette az életét, mert az ejtőernyő zsinórjába beleakadt a lába.[35][36]
- 2004. június 24. Franciaországban a 343 méter magas Millau-i völgyhíd tetejéről ugrott le elsőként.[37]
- 2004. szeptember 10. A 108 méter magas Puente de las Américas nevű hídról ugrott le, ez a híd köti össze Észak- és Dél-Amerikát. Mivel a hídról tilos volt leugrani, ezért rövid időre Panamában börtönbe zárták.[38][39]
- 2004. Korinthoszi-csatorna, 59 méterről ugrott le, (a csatornát övező sziklák legnagyobb magassága 63 méter),
- 2004. június 27-ikén elsőként ugrott le a Millau-i völgyhíd tetejéről, 343 méter magasságból.[40]
- 2006. Mamethöhle Velebit (Horvátország), a 190 méter mély barlangba ugrott le,[41]
- 2006. január 30. a Torre Mayor mexikóvárosi felhőkarcoló-irodaház tetejéről ugrott le 225 méterről. Az ugrás valódi kihívás volt a számára, mivel az adott földrajzi magasságon történő szabadesésben, az ernyő késedelmes kinyitása komoly veszélyt jelentett a számára.[42]
- 2006. augusztus 18. a Turning Torso tetejéről ugrott le 190 méter magasságból.[43][44]
- 2007. december 11. Taipei 101, 509 méter magasról ugrott le, a torony abban az évben a világ legmagasabb épülete volt.[45]
- 2012. október 14. Ugrás 39 km magasságból.

## A Red Bull Stratos világrekord-kísérlet
A világrekord-kísérletben, amelyre a sportoló már 2005-től készült, Baumgartner és csapata küldetést látott. Az ugrás lehetőséget kínált arra, hogy adatokat gyűjthessen az űrhajósok és a pilóták vagy az esetleges űrturisták életmentésének fejlesztéséhez, az emberi test sztratoszférában való viselkedésének tanulmányozásához. Rendkívül fontos ugyanis, hogy az űrből történő visszaérkezést biztonságossá tegyék az űrhajók legénysége számára, hiszen előfordulhat az, hogy katapultálniuk kell és ebben a vészhelyzetben egy szál űrruhában kiérkezni a sztratoszférába életveszélyes dolog. A korábbi években számos baleset előfordult, amelyben a pilóta meghalt.
Baumgartner elődje, Joseph Kittinger 1960. augusztus 16-án 31 300 méter (102 800 láb) magasból ugrott le, és négy perc, harminchat másodperc hosszan zuhant, elérve a 988 km/h-s (614 mph) sebességet. A kísérletet az új-mexikói Roswellben hajtották végre, ahol ideális körülményeket tudtak teremteni hozzá. A tervezett ugrás 120 000 láb, kb. 36,5 km magasságban kellett hogy történjen, melynek során a pilóta 40 másodperc alatt 1110 km/óra sebességre gyorsul majd fel, ezzel szemben 39 045 méteren ugrott le.
Az első rekordkísérletet 2012. október 9-re tervezték, helyi idő szerint 11:42-re, de az erős szélben a 834 497 köbméter térfogatú ballon biztonságos felfúvása meghiúsult, mivel a szél elcsavarta a ballont. A ballon csúcsánál 40 km/h-t is elérő széllökéseket mértek, pedig a szélsebesség nem haladhatja meg az 5 km/h-s sebességet. Emiatt a következő kísérletet vasárnapra október 14-re tették át, a halasztás mindannyiuk türelmét próbára tette, de a biztonság érdekében nem tehettek mást. Az ugrást követő sajtótájékoztatón Brian Utleya, a FAI rekordhitelesítő képviselője jelentette be, hogy Baumgartner 1342,8 kilométer/órás sebességet (Mach 1,24) ért el, és ezzel átlépte a hangsebességet. A pilóta a 39 045 méter magasból 4 perc 20 másodperc alatt zuhant le, szabadesésben megtéve 36 529 métert.

## Az ugrás során felállított rekordok
- A legmagasabbról való ugrás rekordja: 39 045 méterről ugrott le ejtőernyővel, ezzel megdöntötte Nicholas Piantanida 1966. február 2-án felállított nem hivatalos rekordját az emberes ballonos repülés kategóriában, ami 37 642 méter volt. Elődük, Joseph Kittinger 1960-ban 31 333 métert ért el.[49] Azóta ezt a rekordot a Google vezérigazgató-helyettese, Dr. Alan Eustace 2014. október 24-én megdöntötte.[50][51]
- A legnagyobb sebességű szabadesés rekordja : 1342,8 km/h, ami a hangsebesség 1,24-szerese.[52]
- A legmagasabbra való felszállás léggömbbel rekordja, amit 1961-ben állított fel Victor Prather és Malcolm Ross, ez a magasság 34 668 méter volt.

## Szabadesés
A szó az ejtőernyőzésben és a repülésben az aerodinamikai fékfelületek és kormányfelületek érvényesülése nélküli szabad zuhanást jelenti. Nem szükségképpen függőlegesen, mert a tárgynak lehet oldalirányú mozgása is, aminek hatására a zuhanási pálya parabola, vagy még inkább egy ballisztikus pálya. A tárgyra hat a levegő ellenállása, ami a mozgását fékezi.
Ezzel szemben a fizikai szabadesés az az állapot, amikor egy tárgyra kizárólag a Föld gravitációs ereje hat, és a tárgy annak engedelmeskedve mozog. Ilyen állapot csakis vákuumban jöhet létre. A levegőben azért nem, mert a légellenállás már egy második erő a gravitációs erő mellett, ami módosítja a tárgy pályáját, sebességét, és így a helyzet nem felel meg a definíciónak.

## Díjak
- 1997. International Pro Base Circuit (IPBC), Bridge Day Championships, bázisugrásban második helyezés open class és style kategóriában.
- 1997. International Pro Base Circuit (IPBC), Bridge Day Championships, összetettben, bajnok.
- 2002. Emlékkő a bécsi Bajnokok utcájában, (Straße der Sieger in der Mariahilfer Straße), kiemelkedő extrémsportolói tevékenységéért.
- 2012. Bambi-díj, globális médiateljesítményéért kapta a Millenium kategóriában.[53]
- 2012. A „Top Gear Magazine Man of the Year 2012” díjának győztese.[54]
- 2013. National Geographic Adventure, (Az Év Kalandora 2013.) jelöltje.[55]

## Könyvek
- Thomas Schrems: Projekt Ikarus. Niederösterreichisches Pressehaus 2003, ISBN 978-3-85326-102-6,

## DVD
- 502 – Felix Baumgartner, DVD[56]
- Felix Baumgartner Story (2012), DVD[57]
- Space Dive – The Red Bull Stratos Story (német nyelvű változat), 2012[58]

## Fontosabb interjúk
- Az ugrás utáni első interjú,
- Felix Baumgartner: "So schnell stirbt man nicht", német nyelven.